# Fieke Boekhorst
Fieke Boekhorst   (Helmond, 18 de desembre de 1957) és una jugadora d'hoquei sobre herba neerlandesa, ja retirada, que va competir durant les dècades de 1970 i 1980.
El 1984 va prendre part en els Jocs Olímpics d'Estiu de Los Angeles, on guanyà la medalla d'or en la competició d'hoquei sobre herba. En el seu palmarès també destaquen dues medalles d'or i una de plata a la Copa del món d'hoquei sobre herba, una d'or i una de bronze al Champions Trophy i una d'or al Campionat d'Europa. Durant la seva carrera disputà 90 partits i marcà 106 gols amb la selecció neerlandesa. Una important lesió al genoll posà punt-i-final a la seva carrera esportiva.